# Trnjaci (Ub)
Pour les articles homonymes, voir Trnjaci.
Trnjaci (en serbe cyrillique : Трњаци) est un village de Serbie situé dans la municipalité d’Ub, district de Kolubara. Au recensement de 2011, il comptait 739 habitants.

## Démographie

### Évolution historique de la population
| 1948 | 1953 | 1961 | 1971 | 1981 | 1991 | 2002 | 2011 |
| ---- | ---- | ---- | ---- | ---- | ---- | ---- | ---- |
| 282  | 294  | 312  | 457  | 592  | 787  | 909  | 739  |

|  |